# Mitteldeutscher Fußballpokal 1932/33
Der Mitteldeutsche Fußballpokal 1932/33 war die 7. und letzte Austragung des Fußballpokalwettbewerbs der Herren für den Bereich des Verband Mitteldeutscher Ballspiel-Vereine. Titelverteidiger war der Plauener SuBC, welche in der vergangenen Ausgabe die VfB Schönebeck nach Verlängerung mit 2:1 besiegen konnte. Am Wettbewerb nahmen insgesamt 249 Vereine teil. Sieger der diesjährigen Ausgabe wurde der Dresdner SC durch einen 4:2-Sieg gegen den PSV Chemnitz. Da der Sieger Dresdner SC durch die gewonnene mitteldeutsche Meisterschaft für die Deutsche Fußballmeisterschaft 1932/33 qualifiziert war, bekam der unterlegene Finalist PSV Chemnitz den zweiten Startplatz.

## Vorrunde
Quelle:
Folgende Mannschaften hatten in dieser Runde ein Freilos oder stiegen erst in der darauffolgenden Runde ein:
- 1. FC Greiz
- 1. SC 1911 Heiligenstadt
- 1. SV Jena
- BSC 07 Sangerhausen
- Concordia Beuren
- Elsterberger BC
- FC Barchfeld
- FC Eintracht Leipzig
- FC Sportfreunde Leipzig
- FC Thüringen Weida
- FC Wacker Gera
- FSV Preußen Bad Langensalza
- Magdeburger FC Viktoria 1896
- Naumburger SV 05
- Saxonia Tangermünde
- SC Apolda
- SC Dessau
- SC Limbach
- SC Stadtilm
- Sportfreunde Freiberg
- SpVgg Erfurt
- SpVgg Falkenstein
- SpVgg Plauen
- SpVgg Zella-Mehlis 06
- SV 04 Schmalkalden
- SV 08 Steinach
- SV 99 Mühlhausen
- SV Concordia Plauen
- SV Georgenthal
- SV Grünbach
- SV Köthen 02
- SV Schlotheim
- SV Teutonia 1901 Chemnitz
- TuB Werdau
- VfB Chemnitz
- VfB Coburg
- VfB Plauen
- VfB Sömmerda
- VfL Gardelegen
- VfL Neustadt/Coburg
- VfL Olympia 08 Duderstadt
- VfL Wolfen
- VfR Dingelstädt

| Datum            |                            | Ergebnis    |                           |
| ---------------- | -------------------------- | ----------- | ------------------------- |
| 9. Oktober 1932  | SuS Magdeburg              | 0:6         | SV Dessau 05              |
| 9. Oktober 1932  | Favorit Halle              | 1:2         | Wacker Bernburg           |
| 9. Oktober 1932  | VfL Merseburg              | 1:2         | Germania Köthen           |
| 9. Oktober 1932  | Favorit Magdeburg          | 3:4         | Viktoria Zerbst           |
| 9. Oktober 1932  | SV Wacker 04 Bad Salzungen | 3:2         | Borussia Eisenach         |
| 9. Oktober 1932  | PSV Zwickau                | 0:6         | SC Waldhaus Lauter        |
| 9. Oktober 1932  | 1. FC Reichenbach          | 0:1         | SC Niederlungwitz         |
| 9. Oktober 1932  | TuB Leipzig                | 2:3         | Polizei VfL Weißenfels    |
| 9. Oktober 1932  | SC Großröhrsdorf           | 2:5         | VfR Dresden               |
| 9. Oktober 1932  | SC Grana                   | 1           | TuR Weißenfels            |
| 9. Oktober 1932  | VfB Apolda                 | 11:2        | VfB Oberweimar            |
| 9. Oktober 1932  | Viktoria Coburg            | 2           | 1. SC Sonneberg 04        |
| 9. Oktober 1932  | TSG Gispersleben           | 4:2         | SC 1903 Weimar            |
| 9. Oktober 1932  | SV 1910 Kahla              | 5:2         | SC Gera-Rubitz            |
| 9. Oktober 1932  | VfB Rudolstadt             | 5:1         | SC Ranis                  |
| 9. Oktober 1932  | SpVgg 1914 Neustadt/O.     | 4:1         | VfB Jena                  |
| 9. Oktober 1932  | SSV Vimaria Weimar ’91     | 2:3 n. V.   | Sportfreunde Markranstädt |
| 9. Oktober 1932  | VfL 06 Saalfeld            | 1:1 n. V. 3 | SV Neuhaus-Igelshieb      |
| 9. Oktober 1932  | Sportring BV Erfurt        | 9:1         | VfB Mühlhausen            |
| 9. Oktober 1932  | SV Germania Ilmenau        | 0:1         | PSV Erfurt                |
| 9. Oktober 1932  | BC 07 Arnstadt             | 7:1         | FSV Wacker 03 Gotha       |
| 9. Oktober 1932  | 1. FC Köppelsdorf          | 2:0         | SC 06 Oberlind            |
| 9. Oktober 1932  | Sportring Sonneberg        | 1:1 n. V. 4 | SC Effelder               |
| 9. Oktober 1932  | SV Eisenach                | 2:0         | VfB Vacha                 |
| 9. Oktober 1932  | SV 01 Gotha                | 2:1         | Nordstern Mühlhausen      |
| 9. Oktober 1932  | SC Wasungen                | 3:2 n. V.   | SpVgg Breitungen          |
| 9. Oktober 1932  | SV Union Zella-Mehlis      | 2:3         | SV 09 Arnstadt            |
| 9. Oktober 1932  | SpVgg Gelb-Rot Meiningen   | 1:0 5       | 1. FC Lauscha             |
| 9. Oktober 1932  | VfB Pößneck                | 2:0         | SV Teuchern               |
| 9. Oktober 1932  | SpVgg Crimmitschau         | 2:4         | SV Schmölln               |
| 9. Oktober 1932  | SC Concordia Gera          | 5:2         | SV Zeitz                  |
| 23. Oktober 1932 | PSV Sondershausen          |             | SV Merkur Volkstedt       |

## 1. Runde
Quelle:
Folgende Mannschaften hatten in dieser Runde ein Freilos oder stiegen erst in der darauffolgenden Runde ein:
- 1910 Ammendorf
- BC 07 Arnstadt
- Bischofswerdaer FV 08
- Borussia Halle
- Cricket-Viktoria Magdeburg
- FC 02 Zwickau
- FC Preussen Chemnitz
- FC Viktoria Leipzig
- FSV Wacker 90 Nordhausen
- FV Fortuna Magdeburg
- Germania Wernigerode
- Pfeil Leipzig
- Planitzer SC
- Ring-Greiling Dresden
- SC Effelder
- SC National Chemnitz
- SC Waldhaus Lauter
- Singer Wittenberge
- SG Dresden 93
- Sportfreunde Halle
- Sportfreunde Markranstädt
- SpVgg 04 Gera
- SpVgg 1899 Leipzig
- SV 09 Staßfurt
- SV 1910 Kahla
- SV 99 Leipzig
- SV Fortuna Leipzig 02
- SV Halle 98
- SV Merseburg 99
- SV Neuhaus-Igelshieb
- SV Sturm Chemnitz
- SV Tanne Thalheim
- TuR Weißenfels
- Viktoria Zerbst
- VfB Apolda
- VfB Empor Glauchau
- FC Germania Halberstadt
- VFC Plauen
- VfL Halle 1896
- VfR Dresden
- VfR Plauen
- Wacker Bernburg
- Wacker Leipzig
- Wettin Wurzen
- Zittauer BC

| Datum             |                            | Ergebnis    |                              |
| ----------------- | -------------------------- | ----------- | ---------------------------- |
| 30. Oktober 1932  | VfB Chemnitz               | 2:1         | FC Eintracht Leipzig         |
| 30. Oktober 1932  | TuB Werdau                 | 2:1         | SC Limbach                   |
| 30. Oktober 1932  | 1. SC 1911 Heiligenstadt   | 3:2         | FSV Preußen Bad Langensalza  |
| 30. Oktober 1932  | FC Thüringen Weida         | 13:1        | SV Georgenthal               |
| 30. Oktober 1932  | VfL Wolfen                 | 0:10        | SV Dessau 05                 |
| 30. Oktober 1932  | Viktoria Coburg            | 0:9         | SV 08 Steinach               |
| 30. Oktober 1932  | Saxonia Tangermünde        | 11:3        | SV Köthen 02                 |
| 30. Oktober 1932  | 1. SV Jena                 | 6:3         | SC Concordia Gera            |
| 30. Oktober 1932  | VfL Olympia 08 Duderstadt  | 3:2         | SV Schlotheim                |
| 30. Oktober 1932  | SV 99 Mühlhausen           | 2:1         | Concordia Beuren             |
| 30. Oktober 1932  | SV 01 Gotha                | 8:2         | VfR Dingelstädt              |
| 30. Oktober 1932  | SpVgg Erfurt               | 5:1         | PSV Sondershausen            |
| 30. Oktober 1932  | VfB Coburg                 | 3:1         | 1. FC Köppelsdorf            |
| 30. Oktober 1932  | SV Eisenach                | 2:1         | SV 04 Schmalkalden           |
| 30. Oktober 1932  | SV 09 Arnstadt             | 0:1         | VfL Neustadt/Coburg          |
| 30. Oktober 1932  | SV Wacker 04 Bad Salzungen | 2:1         | Sportring BV Erfurt          |
| 30. Oktober 1932  | SC Wasungen                | 2:3         | FC Barchfeld                 |
| 30. Oktober 1932  | TSG Gispersleben           | 2:0         | PSV Erfurt                   |
| 30. Oktober 1932  | VfB Rudolstadt             | 2:0         | VfB Pößneck                  |
| 30. Oktober 1932  | SpVgg Plauen               | 2:1         | Elsterberger BC              |
| 30. Oktober 1932  | SV Schmölln                | 1:4         | SV Concordia Plauen          |
| 30. Oktober 1932  | Naumburger SV 05           | 2:3         | SC Stadtilm                  |
| 30. Oktober 1932  | 1. FC Greiz                | 0:3         | VfB Plauen                   |
| 30. Oktober 1932  | SpVgg 1914 Neustadt/O.     | 3:3 n. V. 1 | SC Apolda                    |
| 30. Oktober 1932  | SC Niederlungwitz          | w.o. 2      | SpVgg Falkenstein            |
| 30. Oktober 1932  | SV Teutonia 1901 Chemnitz  | w.o. 3      | Sportfreunde Freiberg        |
| 13. November 1932 | BSC 07 Sangerhausen        | 1:0         | VfB Sömmerda                 |
| 13. November 1932 | SV Grünbach                | 0:5         | FC Wacker Gera               |
| 13. November 1932 | SpVgg Zella-Mehlis 06      | 4:3         | 1. FC Lauscha                |
| 16. November 1932 | VfL Gardelegen             |             | Magdeburger FC Viktoria 1896 |
| 16. November 1932 | SC Dessau                  |             | FC Sportfreunde Leipzig      |

## 2. Runde
Quelle:
Folgende Mannschaften hatten in dieser Runde ein Freilos oder stiegen erst in der darauffolgenden Runde ein:
- BSC 07 Sangerhausen
- Chemnitzer BC
- Dresdner SC
- FC Sportfreunde Leipzig
- FC Wacker Gera
- Germania Köthen
- Germania Magdeburg
- Guts Muts Dresden
- Magdeburger SV 90 Preussen
- Plauener SuBC
- PSV Chemnitz
- Riesaer SV
- SC Stadtilm
- Spielbund Wustrow
- Sportlust Zittau
- SpVgg 1919 Neumark
- SpVgg Dresden-Löbtau 1893
- SV 01 Gotha
- SV 08 Steinach
- SV Brandenburg 01 Dresden
- SV Dessau 05
- SV Teutonia 1901 Chemnitz
- SV Wacker 04 Bad Salzungen
- VfB Chemnitz
- VfB Leipzig
- VfB Rudolstadt
- VfB Schönebeck
- VfB Zwenkau 02
- VfL Bitterfeld
- VfL Neustadt/Coburg
- VfL Olympia 08 Duderstadt
- TuB Werdau
- Wacker Halle
- Zwickauer SC

| Datum             |                            | Ergebnis    |                              |
| ----------------- | -------------------------- | ----------- | ---------------------------- |
| 27. November 1932 | SC Waldhaus Lauter         | 5:0         | Planitzer SC                 |
| 27. November 1932 | VfB Plauen                 | 5:4 n. V.   | VfB Empor Glauchau           |
| 27. November 1932 | SV Merseburg 99            | 5:1         | SV 99 Leipzig                |
| 27. November 1932 | FC Germania Halberstadt    | 2:1         | Magdeburger FC Viktoria 1896 |
| 27. November 1932 | Viktoria Zerbst            | 2:0         | Borussia Halle               |
| 27. November 1932 | SV Sturm Chemnitz          | 2:1         | VFC Plauen                   |
| 27. November 1932 | Bischofswerdaer FV 08      | 3:2         | SG Dresden 93                |
| 27. November 1932 | Zittauer BC                | 0:1 n. V.   | Ring-Greiling Dresden        |
| 27. November 1932 | TuR Weißenfels             | 2:3         | Wacker Leipzig               |
| 27. November 1932 | VfB Coburg                 | 3:3 n. V. 1 | 1. SV Jena                   |
| 27. November 1932 | SV 1910 Kahla              | 6:4         | SV Neuhaus-Igelshieb         |
| 27. November 1932 | SC Apolda                  | 8:1         | BC 07 Arnstadt               |
| 27. November 1932 | SpVgg Erfurt               | 3:1         | VfB Apolda                   |
| 27. November 1932 | SpVgg Zella-Mehlis 06      | 4:1         | SC Effelder                  |
| 27. November 1932 | SV Eisenach                | 0:3         | FC Barchfeld                 |
| 27. November 1932 | SV 99 Mühlhausen           | 3:1         | TSG Gispersleben             |
| 27. November 1932 | FC Thüringen Weida         | 7:0         | SC Niederlungwitz            |
| 27. November 1932 | SpVgg 04 Gera              | 4:5 n. V.   | VfR Plauen                   |
| 27. November 1932 | SpVgg 1899 Leipzig         | 5:3         | Pfeil Leipzig                |
| 27. November 1932 | SV Fortuna Leipzig 02      | 1:0 n. V.   | FC Viktoria Leipzig          |
| 27. November 1932 | Sportfreunde Markranstädt  | 3:2         | Sportfreunde Halle           |
| 27. November 1932 | Wettin Wurzen              | 2:0         | VfR Dresden                  |
| 27. November 1932 | SC National Chemnitz       | 2:1         | SV Tanne Thalheim            |
| 27. November 1932 | SV Concordia Plauen        | 4:2         | FC Preussen Chemnitz         |
| 27. November 1932 | FC 02 Zwickau              | 5:1         | SpVgg Plauen                 |
| 27. November 1932 | FSV Wacker 90 Nordhausen   | 7:3         | 1. SC 1911 Heiligenstadt     |
| 27. November 1932 | Singer Wittenberge         | 1:8         | FV Fortuna Magdeburg         |
| 27. November 1932 | Wacker Bernburg            | 1:2 n. V.   | SV 09 Staßfurt               |
| 27. November 1932 | VfL Halle 1896             | 4:1         | Germania Wernigerode         |
| 27. November 1932 | SV Halle 98                | 2:1         | 1910 Ammendorf               |
| 27. November 1932 | Cricket-Viktoria Magdeburg | 3:1         | Saxonia Tangermünde          |

## 3. Runde
Quelle:
| Datum           |                           | Ergebnis |                            |
| --------------- | ------------------------- | -------- | -------------------------- |
| 15. Januar 1933 | SC Waldhaus Lauter        | 3:9      | Chemnitzer BC              |
| 22. Januar 1933 | VfB Rudolstadt            |          | SV 08 Steinach             |
| 22. Januar 1933 | 1. SV Jena                |          | SC Stadtilm                |
| 22. Januar 1933 | VfL Neustadt/Coburg       |          | FC Barchfeld               |
| 22. Januar 1933 | SV 01 Gotha               |          | SV Wacker 04 Bad Salzungen |
| 22. Januar 1933 | VfL Olympia 08 Duderstadt |          | VfL Halle 1896             |
| 22. Januar 1933 | SpVgg Erfurt              |          | SpVgg Zella-Mehlis 06      |
| 22. Januar 1933 | FC Wacker Gera            |          | SV 1910 Kahla              |
| 22. Januar 1933 | SC Apolda                 |          | SV 99 Mühlhausen           |
| 22. Januar 1933 | FSV Wacker 90 Nordhausen  |          | SpVgg 1899 Leipzig         |
| 22. Januar 1933 | SV Halle 98               |          | BSC 07 Sangerhausen        |
| 22. Januar 1933 | SV 09 Staßfurt            |          | FC Germania Halberstadt    |
| 22. Januar 1933 | FV Fortuna Magdeburg      |          | Viktoria Zerbst            |
| 22. Januar 1933 | SV Dessau 05              |          | Wacker Halle               |
| 22. Januar 1933 | Germania Köthen           |          | SV Fortuna Leipzig 02      |
| 22. Januar 1933 | VfB Schönebeck            |          | Spielbund Wustrow          |
| 22. Januar 1933 | Wacker Leipzig            |          | Cricket-Viktoria Magdeburg |
| 22. Januar 1933 | SpVgg 1919 Neumark        |          | Magdeburger SV 90 Preussen |
| 22. Januar 1933 | SV Merseburg 99           |          | Germania Magdeburg         |
| 22. Januar 1933 | VfL Bitterfeld            |          | VfB Leipzig                |
| 22. Januar 1933 | Guts Muts Dresden         |          | Wettin Wurzen              |
| 22. Januar 1933 | Ring-Greiling Dresden     |          | SC National Chemnitz       |
| 22. Januar 1933 | FC Sportfreunde Leipzig   |          | SpVgg Dresden-Löbtau 1893  |
| 22. Januar 1933 | VfB Zwenkau 02            |          | VfR Plauen                 |
| 22. Januar 1933 | Sportlust Zittau          |          | Dresdner SC                |
| 22. Januar 1933 | Plauener SuBC             |          | FC Thüringen Weida         |
| 22. Januar 1933 | TuB Werdau                |          | SV Sturm Chemnitz          |
| 22. Januar 1933 | Riesaer SV                |          | Bischofswerdaer FV 08      |
| 22. Januar 1933 | VfB Chemnitz              |          | SV Concordia Plauen        |
| 22. Januar 1933 | FC 02 Zwickau             |          | SV Teutonia 1901 Chemnitz  |
| 22. Januar 1933 | Zwickauer SC              | w.o. 1   | SV Brandenburg 01 Dresden  |
| 29. Januar 1933 | PSV Chemnitz              |          | Sportfreunde Markranstädt  |

## 4. Runde
Quelle:
| Datum            |                           | Ergebnis |                            |
| ---------------- | ------------------------- | -------- | -------------------------- |
| 12. Februar 1933 | Chemnitzer BC             |          | Riesaer SV                 |
| 12. Februar 1933 | SV 08 Steinach            |          | SC Apolda                  |
| 12. Februar 1933 | SV Fortuna Leipzig 02     |          | SV 09 Staßfurt             |
| 12. Februar 1933 | 1. SV Jena                |          | FC Sportfreunde Leipzig    |
| 12. Februar 1933 | Dresdner SC               |          | SV Teutonia 1901 Chemnitz  |
| 12. Februar 1933 | SpVgg Zella-Mehlis 06     |          | SV Halle 98                |
| 12. Februar 1933 | SV 1910 Kahla             |          | VfL Neustadt/Coburg        |
| 12. Februar 1933 | Wacker Halle              |          | SV Wacker 04 Bad Salzungen |
| 12. Februar 1933 | VfL Olympia 08 Duderstadt |          | Wacker Leipzig             |
| 12. Februar 1933 | FV Fortuna Magdeburg      |          | SpVgg 1919 Neumark         |
| 12. Februar 1933 | FSV Wacker 90 Nordhausen  |          | VfB Schönebeck             |
| 12. Februar 1933 | VfL Bitterfeld            |          | PSV Chemnitz               |
| 12. Februar 1933 | SV Merseburg 99           |          | VfB Zwenkau 02             |
| 12. Februar 1933 | Plauener SuBC             |          | VfB Chemnitz               |
| 12. Februar 1933 | SV Sturm Chemnitz         |          | Ring-Greiling Dresden      |
| 12. Februar 1933 | Zwickauer SC              |          | Guts Muts Dresden          |

## Achtelfinale
Quelle:
| Datum         |                     | Ergebnis    |                          |
| ------------- | ------------------- | ----------- | ------------------------ |
| 5. März 1933  | Plauener SuBC       | 2:1         | SV 08 Steinach           |
| 5. März 1933  | VfL Neustadt/Coburg | 0:1 1       | Wacker Halle             |
| 5. März 1933  | Zwickauer SC        | 1:11        | Dresdner SC              |
| 5. März 1933  | Riesaer SV          | 2:1         | SV Fortuna Leipzig 02    |
| 12. März 1933 | SV Merseburg 99     | 0:5         | SV Sturm Chemnitz        |
| 19. März 1933 | Wacker Leipzig      | 3:1         | FSV Wacker 90 Nordhausen |
| 19. März 1933 | SV Halle 98         | 2:2 n. V. 2 | 1. SV Jena               |
| 19. März 1933 | PSV Chemnitz        | 5:1         | SpVgg 1919 Neumark       |

## Viertelfinale
Quelle:
| Datum         |                   | Ergebnis  |                     |
| ------------- | ----------------- | --------- | ------------------- |
| 9. April 1933 | SV Sturm Chemnitz | 0:4       | Dresdner SC         |
| 9. April 1933 | Plauener SuBC     | 4:5       | PSV Chemnitz        |
| 9. April 1933 | Wacker Leipzig    | 3:2       | Riesaer SV          |
| 9. April 1933 | 1. SV Jena        | 2:1 n. V. | VfL Neustadt/Coburg |

## Halbfinale
Quelle:
| Datum          |              | Ergebnis |                |
| -------------- | ------------ | -------- | -------------- |
| 23. April 1933 | Dresdner SC  | 5:1      | Wacker Leipzig |
| 23. April 1933 | PSV Chemnitz | 9:2      | 1. SV Jena     |

## Finale
Quelle:
| PSV Chemnitz   | PSV Chemnitz                             | Dresdner SC                              | Dresdner SC |
| -------------- | ---------------------------------------- | ---------------------------------------- | ----------- |
| PSV Chemnitz   | \| 30. April 1933 \| \| Ergebnis: 2:4 \| | \| 30. April 1933 \| \| Ergebnis: 2:4 \| | Dresdner SC |
| 30. April 1933 |                                          |                                          |             |
| Ergebnis: 2:4  |                                          |                                          |             |